# Crespi d'Adda
Crespi d'Adda er en industriel landsby grundlagt i det 19. århundrede, beliggende ved floden Adda i kommunen Capriate San Gervasio mellem Milano og Bergamo i Italien. I 1995 blev Crespi d'Adda optaget på Unescos liste over verdenskulturarv.
Crespi d'Adda er enestående derved, at man i løbet af få år i slutningen af det 19. århundrede har opført en hel lille industriby med en stor tekstilfabrik, arbejderboliger, funktionærboliger, skole, hospital, institutioner, idrætsfaciliteter, butikker, teater, kirke, kirkegård m.m.
Byen er opkaldt efter grundlæggeren, Cristoforo Benigno Crespi, der havde intentioner om at skabe et samfund omkring fabrikken, hvor der også blev taget hensyn til arbejdernes behov. Alle arbejderboliger er således opført som små huse med tilhørende have. Funktionærboligerne er dog noget større end arbejderboligerne. Landsbyen udgør et smukt arkitektonisk hele, og er meget velbevarede. Fabrikken lukkede i 2004; men byen er fortsat i stor udstrækning beboet af mennesker, der tidligere arbejdede på fabrikken eller deres efterkommere.